# Hải Tiêu
Đảo Hải Tiêu (tiếng Trung: 海礁岛; Hán-Việt: Hải Tiêu đảo; bính âm: Hǎijiāo Dǎo), còn gọi là Đồng đảo (bính âm: Tóng Dǎo) hay Thái Bạ tiêu (bính âm: Tàibù Jiāo), là một nhóm các hòn đảo đá nằm ở đông bắc quần đảo Chu San, hiện nằm dưới sự quản lý của trấn Thặng Sơn, huyện Thặng Tứ, thành phố Chu San, tỉnh Chiết Giang, Cộng hòa Nhân dân Trung Hoa. Theo "Tuyên bố của Chính phủ nước Cộng hòa Nhân dân Trung Hoa về đường cơ sở lãnh hải, ngày 15 tháng 5 năm 1996" thì đảo Hải Tiêu (30°44′6″B 123°09′24″Đ / 30,735°B 123,15667°Đ) là một điểm nằm trên đường cơ sở của nước này.
Tên gọi "Hải Tiêu" có nghĩa đen là "rạn đá ngoài biển". Trên đảo đầy đá lởm chởm, thực vật thưa thớt và không có con người sinh sống. Đảo chính có tên là Hoa Tiêu (tiếng Trung: 华礁; bính âm: Huá Jiāo), cao khoảng 30 mét. Đảo không có nước ngọt mà chỉ toàn đá núi lửa có niên đại từ kỉ Jura và đá granit. Trên đảo có một bia đánh dấu điểm cơ sở lãnh hải ở góc đông bắc và một tháp thông tin di động cao 40 m so với mặt biển. Hải vực xung quanh Hải Tiêu đã trở thành vùng đánh cá truyền thống và quan trọng của ngư dân Trung Quốc từ giữa thập niên 1980.